# Junonia pluviatilis
Junonia pluviatilis är en fjärilsart som beskrevs av Hans Fruhstorfer 1900. Junonia pluviatilis ingår i släktet Junonia och familjen praktfjärilar. Inga underarter finns listade i Catalogue of Life.